# Síndrome del QT llarg
La síndrome del QT llarg (SQTL) és un trastorn que afecta la repolarització (relaxació) del cor després del batec, donant lloc a un interval QT anormalment llarg. Es tradueix en un augment del risc de batecs cardíacs irregulars que poden provocar desmais, ofegaments, convulsions o mort sobtada. Aquests episodis es poden desencadenar per l'exercici o l'estrès. Algunes formes rares de SQTL s'associen amb altres símptomes i signes, com ara sordesa i períodes de debilitat muscular.
La síndrome del QT llarg pot estar present en néixer o desenvolupar-se més tard a la vida. La forma hereditària pot ocórrer per si mateixa o com a part d'un trastorn genètic més gran. L'inici més tard a la vida pot ser el resultat de determinats medicaments, baix nivell de potassi en sang, baix nivell de calci en sang o insuficiència cardíaca. Els medicaments implicats inclouen certs antiarrítmics, antibiòtics i antipsicòtics. La SQTL es pot diagnosticar mitjançant un electrocardiograma (ECG) si es troba un interval QT corregit de més de 480-500 mil·lisegons, però amb intervals QT més curts les troballes clíniques, altres característiques de l'ECG i les proves genètiques poden confirmar el diagnòstic.
El tractament pot incloure evitar l'exercici intens, obtenir suficient potassi a la dieta, l'ús de blocadors beta o un desfibril·lador automàtic implantable. Per a les persones amb SQTL que sobreviuen a una aturada cardíaca i no es tracten, el risc de mort en 15 anys és superior al 50%. Amb un tractament adequat, això disminueix a menys de l'1% durant 20 anys.
Es calcula que la síndrome del QT llarg afecta 1 de cada 7.000 persones. Les dones es veuen afectades més sovint que els homes. La majoria de les persones amb aquesta malaltia desenvolupen símptomes abans dels 40 anys. És una causa relativament freqüent de mort sobtada juntament amb la síndrome de Brugada i la displàsia ventricular dreta arritmogènica. Aquest trastorn es va descriure clarament per primera vegada el 1957.